# Arhopala nobilior
Arhopala nobilior är en fjärilsart som beskrevs av Hans Fruhstorfer 1914. Arhopala nobilior ingår i släktet Arhopala och familjen juvelvingar. Inga underarter finns listade i Catalogue of Life.